# Janet Ågren
Janet Ågren Maietto, född 6 april 1949 i Landskrona, är en svensk före detta fotomodell och skådespelare, främst verksam i Italien under åren 1968–1993. Hon har medverkat i över 50 filmer, av bland andra Umberto Lenzi och Lucio Fulci. Hon är sedan 1993 bosatt i Florida, USA.

## Filmografi (filmer som haft svensk premiär)
- 1978 - Bermuda – dödens triangel - Angelica
- 1978 - Destination okänd - Helga
- 1980 - City of the Living Dead - Sandra
- 1980 - Eaten Alive
- 1985 - Barbarernas hämnd - Varna
- 1986 - Aladdin och den magiska lampan - Mrs. Haddin

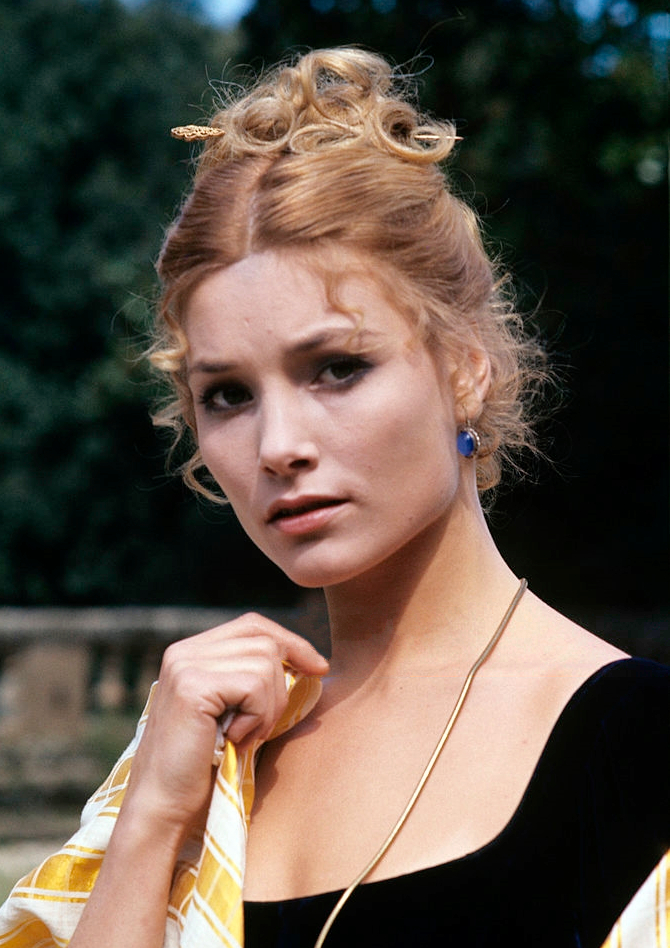
Janet Ågren, 1975.
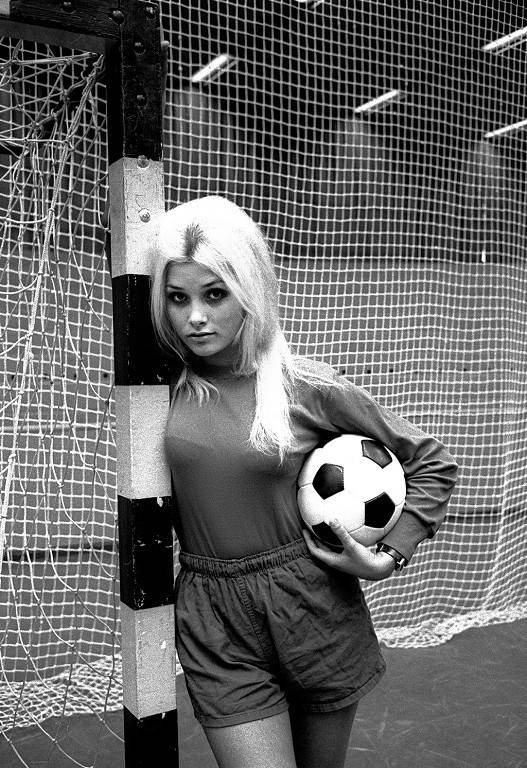
Janet Ågren i Borstahusens Bollklubbs dress.